# Auerbachia monstrosa
Auerbachia monstrosa is een microscopische parasiet uit de familie Auerbachiidae. Auerbachia monstrosa werd in 1968 beschreven door Meglitsch.